# Єгори
Єго́ри (рос. Егоры) — присілок в Кезькому районі Удмуртії, Росія.
Населення — 16 осіб (2010; 25 в 2002).
Національний склад станом на 2002 рік:
- росіяни — 100 %

Урбаноніми:
- вулиці — Польова